# Adam Dobosz
Adam Dobosz (ur. 3 sierpnia 1885 w Żyrakowie, zm. 20 listopada 1952 w Warszawie) – polski śpiewak operowy, tenor.

## Życiorys
Był synem dzierżawcy majątku ziemskiego Władysława Dobosza i Anny z d. Braun. Początkowo studiował prawo w Krakowie, następnie uczył się śpiewu u Mieczysława Horbowskiego w Konserwatorium Krakowskim. W czasie studiów występował ze szkolnym zespołem operowym, po raz pierwszy wystąpił na scenie w 1908 roku w kwartecie wokalistów w Stabat Mater Gioacchina Rossiniego na deskach Filharmonii Warszawskiej. Jako profesjonalny śpiewak operowy zadebiutował w 1909 roku w Operze Lwowskiej rolą Jontka w Halce Stanisława Moniuszki. Z Operą Lwowską pozostał związany do 1914 roku, corocznie przyjeżdżając również na letnie występy do Krakowa. Od 1914 do 1939 roku związany był z zespołem Teatru Wielkiego w Warszawie, był jednym z jego reżyserów i członkiem dyrekcji. Jako czołowy tenor liryczny tej sceny kreował role m.in. Jontka w Halce, Stefana w Strasznym dworze, Kazimierza w Hrabinie, Fausta w Fauście, Cavaradossiego w Tosce, Księcia Mantui w Rigoletcie, Rudolfa w Cyganerii, Kawalera des Grieux w Manon, Hrabiego Almavivy w Cyruliku sewilskim, Leńskiego w Eugeniuszu Onieginie, Pinkertona w Madame Butterfly, Don Joségo w Carmen, Belmonta w Uprowadzeniu z seraju, Eleazara w Żydówce, Cania w Pajacach, Janka w Sprzedanej narzeczonej. Śpiewał w polskich prapremierach opery Eros i Psyche Ludomira Różyckiego (w roli tytułowej) oraz Króla Rogera (w roli Pasterza) i III Symfonii Karola Szymanowskiego. Występował również w repertuarze operetkowym, oratoryjnym i pieśniarskim. Zagrał w filmach Książątko (1937) i Szczęśliwa trzynastka (1938).
W latach 1941–1944 występował w firmowanym przez Niemców jawnym Teatrze Miasta Warszawy (Theater der Stadt Warschau), za co po wojnie przez kilka lat miał zakaz występowania na scenach warszawskich. Po 1945 roku związał się z Operą Śląską w Bytomiu, gdzie grywał w drugoplanowych rolach charakterystycznych. Zajął się tam reżyserią operową, wystawił Halkę, Straszny dwór, Toscę, Traviatę, Cyganerię oraz Madame Butterfly. Wykładał w Państwowej Wyższej Szkole Muzycznej w Katowicach. W 1950 roku wrócił do Warszawy, gdzie został dziekanem wydziału wokalnego Państwowej Wyższej Szkoły Muzycznej. Był członkiem Związku Artystów Scen Polskich.
Od 1913 roku był żonaty ze śpiewaczką Walerią Markowską.